# Đại tiện

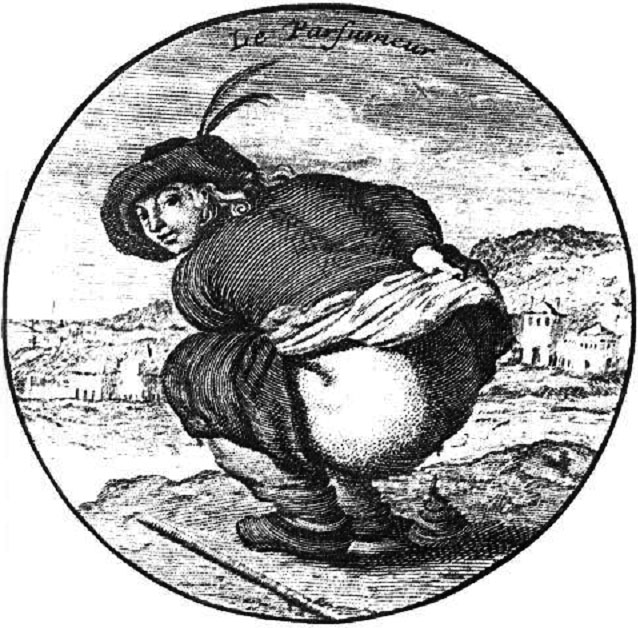
Một bức vẽ ở thế kỉ 16 miêu tả một người đang đại tiện ngoài trời ở tư thế ngồi xổm

Đại tiện (hay tiêu, ỉa, ị, đi ngoài, đi cầu, đi nặng) là một hoạt động của hệ tiêu hoá thông qua hậu môn. Chất cặn bã từ thức ăn còn thừa lại sau giai đoạn tiêu hóa sẽ ra khỏi ruột già qua ruột thẳng và đi xuống hậu môn để thải ra ngoài. Sản phẩm của đại tiện thường ở thể rắn và được gọi là phân.